# Сальто-де-Агуа
Сальто-де-Агуа (исп. Salto de Agua) — малый город в Мексике, штат Чьяпас, входит в состав одноимённого муниципалитета и является его административным центром. Численность населения, по данным переписи 2020 года, составила 6181 человек.

## Общие сведения
Название Salto de Agua (с исп. — «падающая вода») — дано по наличию множества водопадов вблизи города.
Поселение было основано 20 мая 1794 года по указу Агустина Куэнтаса Саяса, с целью создания населённых пунктов на дороге из Гватемалы в Вильяэрмосу.
17 апреля 1825 года в поселении была открыта первая в штате типография.
6 января 1890 года губернатором Эмилио Рабасой поселению был присвоен статус вильи.
В 1908 году в городке была построена метеостанция.